# Liste von Vorfällen in der Biosicherheit von Laboren
Diese Liste von Biosicherheitsvorfällen in Laboren umfasst versehentliche im Labor erworbene Infektionen und die Freisetzung tödlicher Krankheitserreger im Labor, Sicherheitsmängel beim Transport tödlicher Krankheitserreger sowie Fälle, in denen Laborpersonal tödlichen Krankheitserregern ausgesetzt war, unsachgemäße Entsorgung kontaminierter Abfälle und/oder das Entkommen von Labortieren. Die Liste ist nach dem Jahr des jeweiligen Unfalls oder Vorfalls sortiert und enthält keine Vorfälle bei Feldexperimenten und nicht alle gemeldeten im Labor erworbenen Infektionen.
| Datum         | Hauptartikel                    | Erreger                                                                            | Land                      | Beschreibung |
| ------------- | ------------------------------- | ---------------------------------------------------------------------------------- | ------------------------- | --- |
| 1903          |                                 | Burkholderia mallei                                                                | Vereinigte Staaten        | Eine Labormitarbeiterin infizierte sich bei der Autopsie eines geimpften Meerschweinchens mit dem Bakterium Burkholderia mallei und erkrankte an Rotz. Bei der Arbeit hatte sie eine kleine offene Wunde am Finger erlitten. Die Labormitarbeiterin überlebte. |
| 1932          |                                 | Herpes-B-Virus                                                                     | Vereinigte Staaten        | William Brebner starb an einer Virusinfektion, nachdem er während seiner Forschung von einem Rhesusaffen gebissen worden war. Der Erreger wurde später als B-Virus identifziert, benannt nach Brebner. |
| 27. Apr. 1943 |                                 | Orientia tsutsugamushi                                                             | Australien                | Dora Lush starb, nachdem sie sich bei dem Versuch, einen Impfstoff gegen das Tsutsugamushi-Fieber zu entwickeln, versehentlich mit einer Nadel in den Finger gestochen hatte, die das tödliche Bakterium Orientia tsutsugamushi enthielt. |
| 1960–1993     |                                 | Maul- und Klauenseuche-Virus                                                       | Europa                    | Das Maul-und-Klauenseuche-Virus (MKSV) wurde zwischen 1960 und 1993 mindestens 13-mal versehentlich aus europäischen Laboren freigesetzt, darunter auch aus Laboren, die MKSV-Impfstoffe herstellten. Die Folge waren Ausbrüche der Maul- und Klauenseuche in der Umgebung. |
| 1966          |                                 | Pocken-Virus                                                                       | Vereinigtes Königreich    | Der Pockenausbruch im Vereinigten Königreich 1966, ein Ausbruch der leichten Pocken, begann mit Tony McLennan, einem Fotografen an der University of Birmingham Medical School, die ein Pockenlabor unterhielt und wo 12 Jahre später ein tödlicher Pockenausbruch stattfand, der ebenfalls mit der Infektion eines medizinischen Fotografens begann. |
| 1967          |                                 | Marburg-Virus                                                                      | Deutschland               | Der Marburg-Virus-Ausbruch 1967 war ein Ausbruch des Marburgfiebers, der zunächst Labormitarbeiter betraf, die bei Forschungsarbeiten mit importierten Afrikanischen Grünen Meerkatzen oder deren Gewebe in Kontakt gekommen waren. Insgesamt erkrankten 31 Personen (Labormitarbeiter und ihre Kontaktpersonen), sieben von ihnen starben. |
| 1969          |                                 | Lassa-Virus                                                                        | Vereinigte Staaten        | Bei einem Laborunfall wurden zwei Wissenschaftler infiziert, einer starb am Lassafieber. |
| 30. Juli 1971 |                                 | Pocken-Virus                                                                       | Sowjetunion               | Der Aralpocken-Vorfall 1971 war der Ausbruch einer Viruserkrankung infolge eines Feldversuchs in einer sowjetischen Biowaffenanlage auf einer Insel im Aralsee. Bei dem Vorfall erkrankten zehn Menschen, drei von ihnen starben. Er wurde erst 2002 einer breiten Öffentlichkeit bekannt. |
| März 1972     |                                 | Pocken-Virus                                                                       | Vereinigtes Königreich    | Eine 23-jährige Laborassistentin an der London School of Hygiene & Tropical Medicine infizierte sich mit Pocken, nachdem sie die Gewinnung lebender Pockenviren aus Eiern beobachtet hatte, die damals noch ohne Isolierschränke auskamen. Die Assistentin wurde ins Krankenhaus eingeliefert und steckte vor ihrer Isolation zwei Besucher eines Patienten im Nachbarbett an, die beide verstarben. Diese wiederum steckten eine Krankenschwester an, die überlebte. |
| 1963–1977     |                                 | Chikungunya, Dugbe, Wesselsbron, Dengue-Virus, Orungo und Rift-Valley-Fieber-Viren | Nigeria                   | Zwischen 1963 und 1977 traten im Virus Research Laboratory in Ibadan, Nigeria, zwei Fälle von Chikungunya-Infektionen auf, jeweils einer mit dem Dugbe-Virus, dem Wesselsbron-Virus und dem Dengue-Virus … Unter den 22 Mitarbeitern, die in diesem Zeitraum überwacht wurden, erkrankten drei an einer Serokonversion des Orungo-Virus und jeweils zwei an den Viren Chikungunya und Rift Valley, ohne dass eine klinisch erkennbare Erkrankung auftrat. |
| 1976          |                                 | Ebolavirus                                                                         | Vereinigtes Königreich    | Ebola-Laborinfektion durch versehentlichen Stich mit einer kontaminierten Nadel in der Forschungseinrichtung Porton Down. |
| 1977–1979     | Russische Grippe 1977/1978      | H1N1-Influenzavirus                                                                | Sowjetunion / China       | Das H1N1-Influenzavirus tauchte 1977 in der Sowjetunion und China erneut in menschlichen Blutproben auf. Einige Virologen, darunter Joel Wertheim, Shanta Zimmer und Donald Burke, haben auf Grundlage serologischer und genetischer Tests vermutet, dass die Ursache des erneuten Auftretens ein aus den Jahren 1949–1950 in einem Labor entwichenes Virus war. Die WHO führte 1978 eine Untersuchung durch und kam anschließend zu dem Schluss, dass das Virus vermutlich nicht aus einem Labor stammte. Andere Virologen wie Peter Palese und Chi-Ming Chu haben vermutet, dass der Ausbruch von 1977 das Ergebnis von Human-Challenge-Studien mit einem Impfstoff gegen das H1N1-Virus von 1950 war. |
| 11. Aug. 1978 | Janet Parker                    | Pocken-Virus                                                                       | Vereinigtes Königreich    | Der Pockenausbruch 1978 im Vereinigten Königreich ereignete sich durch den versehentlichen Kontakt mit einem Stamm des Pocken-Virus, der in einem Forschungslabor im Ostflügel der University of Birmingham Medical School gezüchtet worden war. Er führte zur Erkrankung und zum Tod von Janet Parker, der letzten bekannten Person, die an dieser Krankheit starb. |
| 1978          |                                 | Maul- und Klauenseuche-Virus                                                       | Vereinigte Staaten        | Die Maul- und Klauenseuche wurde auf Tiere außerhalb des Plum Island Animal Disease Centers übertragen. |
| 2. Apr. 1979  | Milzbrand-Unfall in Swerdlowsk  | Milzbrandbakterium                                                                 | Sowjetunion               | Milzbrandsporen wurden versehentlich aus einer sowjetischen Militärforschungseinrichtung in der Nähe der Stadt Swerdlowsk, Russland (heute Jekaterinburg) freigesetzt. Dies führte zu etwa 100 Milzbrand-Todesopfern, die genaue Zahl der Opfer ist jedoch unbekannt. Die sowjetischen Behörden leugneten die Ursache des Ausbruchs, und alle Krankenakten der Opfer wurden beseitigt, um schwerwiegende Verstöße gegen die 1975 in Kraft getretene Biowaffenkonvention zu vertuschen. Wissenschaftler aus den Vereinigten Staaten bewiesen schließlich, dass der Vorfall das Ergebnis einer aerosolisierten Wolke von Anthrax-Sporen war, die genetisch identisch mit dem in einem nahegelegenen Labor untersuchten Stamm waren, und nicht von umweltkontaminiertem Fleisch, wie die offizielle sowjetische Erklärung lautete. Der Unfall wird manchmal als „biologisches Tschernobyl“ bezeichnet. |
| 1988          |                                 | Marburg-Virus                                                                      | Sowjetunion               | Der Forscher Nikolai Ustinow infizierte sich tödlich mit dem Marburg-Virus, nachdem er sich versehentlich mit einer Spritze gestochen hatte, die zur Impfung von Meerschweinchen verwendet wurde. Der Unfall ereignete sich im Wissenschafts- und Produktionsverbund „Vektor“ (heute Staatliches Forschungszentrum für Virologie und Biotechnologie VECTOR) in Kolzowo, UdSSR (heute Russland). |
| 1990          | Marburg-Virus-Ausbruch          | Marburg-Virus                                                                      | Sowjetunion               | Infolge eines Laborunfalls in Kolzowo, Sowjetunion, kam es zu einem Ausbruch des Marburg-Virus, bei dem ein Labormitarbeiter starb. |
| 1994          |                                 | Sabia-Virus                                                                        | Vereinigte Staaten        | Ein Zentrifugenunfall in BSL3 verursachte eine Infektion (LAI). |
| 2001          | Anthrax-Anschläge 2001          | Milzbrandbakterium                                                                 | Vereinigte Staaten        | Am 18. September 2001, eine Woche nach den Terroranschlägen vom 11. September, wurden Briefe mit Anthrax-Sporen an mehrere Nachrichtenagenturen und an die demokratischen Senatoren Tom Daschle und Patrick Leahy verschickt. Fünf Menschen starben, 17 weitere wurden infiziert. Nach Angaben des Federal Bureau of Investigation wurden die darauf folgenden Ermittlungen „zu den größten und komplexesten in der Geschichte der Strafverfolgung“. Am 6. August 2008 erklärten die Bundesanwälte Bruce Edwards Ivins aufgrund von DNA-Beweisen, die zu einem Anthrax-Fläschchen in seinem Labor führten, zum alleinigen Täter. |
| 2002          |                                 | Anthrax                                                                            | Vereinigte Staaten        | Verstoß gegen Anthrax-Eindämmung in Fort Detrick |
| 2002          |                                 | West-Nil-Virus                                                                     | Vereinigte Staaten        | Zwei Fälle von im Labor erworbenen West-Nil-Virus-Infektionen durch Hautpunktionen. |
| 2002          |                                 | Arthroderma benhamiae                                                              | Japan                     | Vorfall in Japan mit Arthroderma benhamiae. |
| Aug. 2003     | Schweres Akutes Atemwegssyndrom | SARS-CoV                                                                           | Singapur                  | Ein 27-jähriger Doktorand am Singapore General Hospital (SGH) entwickelte Symptome, die mit dem Schweren Akuten Atemwegssyndrom (SARS) vereinbar waren. Eine Untersuchung ergab, dass sich der Student in der Pathologischen Abteilung mit Proben des SARS-Coronavirus infiziert hatte, während die beiden BSL-2- und BSL-3-Labore renoviert wurden, was die Sicherheitsvorkehrungen beeinträchtigte. |
| Dez. 2003     |                                 | SARS-CoV                                                                           | Taiwan                    | Bei einem 44-jährigen Wissenschaftler der Nationalen Verteidigungsuniversität in Taipeh fand man das SARS-Virus. Er hatte in Taiwans einzigem BSL-4-Labor an einer SARS-Studie gearbeitet. Die taiwanesische Gesundheitsbehörde CDC erklärte später, die Infektion sei auf Fehlverhalten im Labor zurückzuführen. |
| Apr. 2004     |                                 | SARS-CoV                                                                           | China                     | Zwei Forscher des Chinesischen Zentrums für Krankheitskontrolle und -prävention infizierten sich im April 2004 in Peking, China, mit dem Virus und übertrugen die Infektion anschließend auf etwa sechs weitere Personen. Die beiden Forscher infizierten sich im Abstand von zwei Wochen zweimal mit dem Virus. |
| 5. Mai 2004   |                                 | Ebola-Virus                                                                        | Russland                  | Eine Forscherin des russischen Biowaffenforschungszentrums VECTOR starb, nachdem sie sich versehentlich mit einer Nadel, die mit dem Ebola-Virus kontaminierten war, gestochen hatte. |
| 2004          |                                 | Maul- und Klauenseuche-Virus                                                       | Vereinigte Staaten        | Zwei Fälle von Maul- und Klauenseuche-Ausbrüchen im Plum Island Animal Disease Center. |
| 2004          |                                 | Mycobacterium tuberculosis                                                         | Vereinigte Staaten        | Ein Forscher und zwei Techniker des Infectious Disease Research Institute infizierten sich bei der Entwicklung eines Impfstoffs mit Tuberkulose. Die genaue Ursache der Infektion ist unbekannt, der Unfall ereignete sich jedoch in einer kleinen Kammer bei der Infektion von Meerschweinchen mit den Bakterien. |
| 2005          |                                 | H2N2-Influenzavirus                                                                | USA und 17 weitere Länder | Der pandemische Stamm des H2N2-Influenzavirus von 1957 war in Routinetestkits enthalten, die an über 5.000 Labore, hauptsächlich in den Vereinigten Staaten, geschickt worden waren. Das Virus sollte als positive Kontrolle in den von Meridien Biosciences hergestellten Testkits verwendet werden, aber da wahrscheinlich niemand, der nach 1968 geboren wurde, eine Immunität gegen das Virus hat, hielt Klaus Stöhr, der damalige Influenza-Chef der WHO, diese Stammwahl für „unklug“. |
| 2005–2015     |                                 | Milzbrandbakterium                                                                 | Vereinigte Staaten        | Von 2005 bis 2015 wurden vom Dugway Proving Ground der US-Armee irrtümlich mindestens 74-mal lebende Anthrax-Viren an Dutzende Labore geliefert. |
| Juli 2007     |                                 | Maul- und Klauenseuche-Virus                                                       | Vereinigtes Königreich    | Der Maul- und Klauenseuche-Ausbruch 2007 im Vereinigten Königreich war auf die unbeabsichtigte Freisetzung des Virus FMDV BFS 1860 O aus einem Labor des Institute for Animal Health in Pirbright zurückzuführen, möglicherweise durch Leckagen aus beschädigten Rohrleitungen und über nicht abgedichtete, überlaufende Kanalschächte. Dies führte zu Maul- und Klauenseuche-Infektionen auf mehreren nahegelegenen Bauernhöfen und zur Keulung von über 2.000 Tieren. |
| 2006          |                                 | Brucellen                                                                          | Vereinigte Staaten        | Brucellose |
| 2006          |                                 | Coxiella burnetii                                                                  | Vereinigte Staaten        | Q-Fieber |
| 3. Dez. 2009  |                                 | Ebola-Virus                                                                        | Deutschland               | Mögliche Infektion einer deutschen Forscherin nach versehentlichem Kontakt mit dem Ebolavirus im Labor, einem Virus mit hoher Sterblichkeitsrate. Ein experimenteller Impfstoff wurde eingesetzt. |
| 13. Sep. 2009 |                                 | Yersinia pestis                                                                    | Vereinigte Staaten        | Malcolm Casadaban starb an den Folgen eines versehentlichen Kontakts im Labor mit einem abgeschwächten Stamm von Yersinia pestis, einem Bakterium, das die Pest verursacht. |
| 2010          |                                 | Klassische-Schweinepest-Virus                                                      | Vereinigte Staaten        | Im Jahr 2010 führte die Freisetzung des Virus der klassischen Schweinepest zur Erkrankung von zwei Tieren, die eingeschläfert werden mussten. |
| 2010          |                                 | Kuhpocken                                                                          | Vereinigte Staaten        | Eine Kreuzkontamination führte zur ersten im Labor erworbenen Infektion mit dem menschlichen Kuhpockenvirus in den USA bei einem Labormitarbeiter, der an Nicht-Orthopoxviren forschte. |
| 2011          |                                 | Dengue-Virus                                                                       | Australien                | Ein Wissenschaftler eines Forschungslabors in Australien infizierte sich im Labor durch einen Mückenstich mit Dengue. |
| 2012          |                                 | Anthrax                                                                            | Vereinigtes Königreich    | Die britische Animal and Plant Health Agency verschickte versehentlich lebende Proben von Milzbrand. Ihr Labor in Surrey wurde mit einer Crown Prohibition Notice (CPN) belegt und musste bis zur Durchführung von Verbesserungen geschlossen werden. |
| 28. Apr. 2012 |                                 | Neisseria meningitidis                                                             | Vereinigte Staaten        | Richard Din starb, nachdem er sich während der Impfstoffforschung mit dem Bakterium Neisseria meningitidis in einem Labor im VA Medical Center in San Francisco infiziert hatte. |
| 2013          |                                 | Influenza-A-Virus H5N1                                                             | Vereinigte Staaten        | Ein Forscher am Zentrum für Infektionskrankheitsforschung in Milwaukee stach sich versehentlich die behandschuhte Hand mit einer Nadel, die mit H5N1, einem hochpathogenen Vogelgrippevirus, beladen war. Dieser Vorfall war einer von vier meldepflichtigen Unfällen mit Hautpunktionen in der Einrichtung. |
| 2014          |                                 | H1N1-Grippevirus                                                                   | Vereinigte Staaten        | Acht Mäuse, von denen einige möglicherweise mit SARS oder dem H1N1-Grippevirus infiziert waren, entkamen der Primärsicherheit in einem Labor der University of North Carolina at Chapel Hill. Die Mäuse wurden im Labor schnell geborgen, und es wurde keine Übertragung auf Mitarbeiter festgestellt. |
| 3. Dez. 2014  |                                 | H5N1-Grippevirus                                                                   | Vereinigte Staaten        | Versehentlicher Versand von mit H5N1 kontaminierten H9N2-Fläschchen vom CDC-Labor an ein USDA-Labor. |
| 5. Juni 2014  |                                 | Anthrax                                                                            | Vereinigte Staaten        | 75 Mitarbeiter des CDC-Campus Roybal kamen versehentlich mit lebensfähigem Anthrax in Berührung. |
| 1. Juli 2014  |                                 | Pocken-Virus                                                                       | Vereinigte Staaten        | Entdeckung von sechs Fläschchen mit lebensfähigen Pocken aus den 1950er Jahren, gekennzeichnet als Variola (ein anderes Wort für Pocken), in einem von der Food and Drug Administration (FDA) verwalteten Raum auf dem Campus der National Institutes of Health. |
| 2014          |                                 | Burkholderia pseudomallei                                                          | Vereinigte Staaten        | Hochgiftige Bakterien des Typs Burkholderia pseudomallei entkamen aus einem BSL-3-Labor des Tulane National Primate Research Center in der Nähe von New Orleans, wahrscheinlich auf der Kleidung von Mitarbeitern. Sie infizierten zunächst zwei Affen, die in Außenkäfigen lebten, und später noch weitere. |
| 2014          |                                 | Ebola-Virus                                                                        | Sierra Leone              | Ein senegalesischer Epidemiologe infizierte sich in einem BSL-4-Labor in Kailahun, Sierra Leone, mit Ebola. Die Weltgesundheitsorganisation schloss das Labor daraufhin. |
| 2014          |                                 | Dengue-Virus                                                                       | Südkorea                  | Eine 30-jährige Labormitarbeiterin in Südkorea, die in einem BSL-2-Labor arbeitete, infizierte sich durch eine Nadelstichverletzung mit Dengue. |
| 2016          |                                 | Zika-Virus                                                                         | Vereinigte Staaten        | Ein Forscher infizierte sich bei einem Laborunfall an der Universität Pittsburgh mit dem Zika-Virus. |
| 2016          |                                 | Nocardia testacea                                                                  | Australien                | 30 Mitarbeiter wurden am Standort Black Mountain (Australian Capital Territory) der CSIRO in Canberra, Australien, dem giftigen Bakterium „Nocardia testacea“ ausgesetzt. Die australische Regierung hat diesen Vorfall als einen von zwei Biosicherheitsvorfällen bestätigt. |
| 2016–2017     |                                 | Brucellen                                                                          | China                     | In den Jahren 2016 und 2017 infizierte sich Reinigungspersonal eines Krankenhauses in Nanchang (Jiangxi, China) versehentlich mit Brucella. |
| 2018          |                                 | Ebola-Virus                                                                        | Ungarn                    | Bei einem Laborunfall wurde ein einzelner Mitarbeiter dem Ebola-Virus ausgesetzt, der aber keine Symptome zeigte. |
| 17. Sep. 2019 |                                 |                                                                                    | Russland                  | Im Staatlichen Forschungszentrum für Virologie und Biotechnologie VECTOR ereignete sich eine Gasexplosion. Ein Arbeiter erlitt Verbrennungen dritten Grades und durch die Explosion wurden Fensterscheiben zerfetzt. In einer Erklärung teilte Vector mit, dass in dem Raum, in dem sich die Explosion ereignete, kein biologisch gefährliches Material gelagert wurde. |
| 2019          |                                 | Prionen                                                                            | Frankreich                | Émilie Jaumain starb an der Variante der Creutzfeldt-Jakob-Krankheit (vCJK), zehn Jahre nachdem sie sich bei einem Experiment mit Prionen-infizierten Mäusen am Forschungsinstitut für Landwirtschaft, Ernährung und Umwelt (INRAE) in den Daumen gestochen hatte. |
| 2019          |                                 | Brucella                                                                           | China                     | Bei einem Unfall in einem Labor des Lanzhou Veterinary Research Institute infizierten sich 65 Arbeiter mit Brucellose. Bis November 2020 waren mehr als 10.000 Einwohner von Lanzhou infiziert. Der Ausbruch wurde Berichten zufolge durch unvollständig sterilisierte Abgase aus einer neuen Biopharmaziefabrik in der Nähe verursacht. Die entstehenden bakterienhaltigen Aerosole wurden vom Wind zum Veterinärmedizinischen Forschungsinstitut getragen, wo im November 2019 die ersten Fälle registriert wurden. |
| 2021          |                                 | SARS-CoV-2                                                                         | Taiwan                    | Im November 2021 erkrankte ein Labormitarbeiter in einer Hochsicherheitseinrichtung in Taipeh an COVID, obwohl es zu diesem Zeitpunkt keine weiteren bestätigten Fälle vor Ort gab. Dies weckte den Verdacht auf ein Laborleck. Die Virussequenz entsprach einer im Labor nachgewiesenen SARS-CoV-2-Variante Delta und nicht den zuvor in der Bevölkerung zirkulierenden lokalen Virusstämmen. Dies gilt als das erste gemeldete Laborleck des COVID-19-Virus. Keiner der 110 später identifizierten Kontaktpersonen des Mitarbeiters wurde positiv auf das Virus getestet. |
| 2022          |                                 | Polio-Virus                                                                        | Niederlande               | Bei der routinemäßigen Abwasserüberwachung der Impfstoffproduktionsanlage im Utrecht Science Park/Bilthoven (NL) wurde in einer am 15. November 2022 entnommenen Probe infektiöses Poliovirus nachgewiesen. Eine vollständige Genomsequenzierung ergab, dass die Probe von einer aktiven menschlichen Infektion mit dem wilden Poliovirus Typ 3 (WPV3) stammte. Weitere Tests aller Mitarbeiter mit Zugang zu WPV3 ergaben, dass ein Mitarbeiter infiziert war. Der Mitarbeiter wurde isoliert, bis seine Polioinfektion abgeklungen war. Angesichts der in der Einrichtung getroffenen Biosicherheitsmaßnahmen ist unklar, wie sich der Mitarbeiter infiziert hat. |